# Dino Đulbić
Edin „Dino“ Đulbić (* 16. Februar 1983 in Doboj), meist Djulbic geschrieben, ist ein australisch-bosnischer Fußballspieler.

## Karriere
Đulbić flüchtete in den frühen 90er Jahren mit seiner Familie vor dem Bosnienkrieg aus seiner Heimat nach Deutschland nach Beckum. Dort trat er dem BSV Beckum bei und wechselte dann mit 12 Jahren zu LR Ahlen. Bis 1999 spielte er in der Jugend der Westfalen, dann wanderte seine Familie aus und ließ sich im westaustralischen Perth nieder.

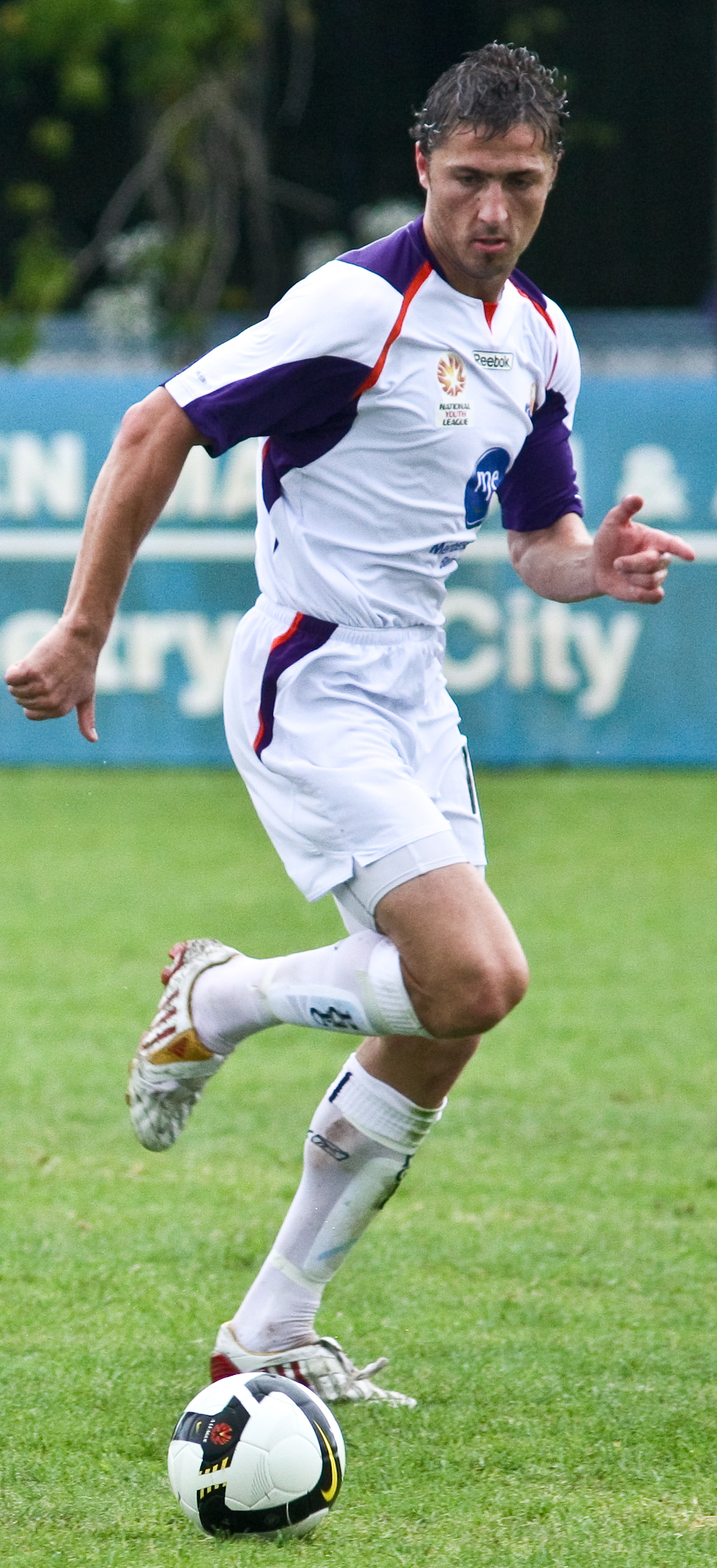
Đulbić im Trikot von Perth Glory

Dort schloss sich Đulbić dem Perth SC an und absolvierte insgesamt 150 Spiele in der Premier League des Bundesstaats. Zur Saison 2006 wechselte der gelernte Verteidiger in die Hauptstadt von Victoria nach Melbourne, wo er erst einige Monate für die Frankston Pines spielte, dann aber zum South Melbourne FC wechselte, mit dem er noch im selben Jahr die Meisterschaft in der Victorian Premier League gewann. Nach einem weiteren halben Jahr wurde er vom Vertreter Westaustraliens Perth Glory in der A-League, der landesweiten australischen Profiliga, abgeworben.
27 Spiele bestritt der Bosnier, der auch einen australischen Pass besitzt, für den westaustralischen Hauptstadtclub, unrühmlicher Höhepunkt war eine Fünf-Spiele-Sperre im September 2008 für unsportliches Verhalten. Ende des Jahres bemühte er sich um einen Wechsel zurück nach Deutschland. Eine Einigung mit dem Zweitligisten SpVgg Greuther Fürth kam zwar nach einem Probetraining nicht zustande, aber im Januar 2009 wurde er von seinem alten Verein aus Ahlen, der mittlerweile Rot Weiss Ahlen heißt und ebenfalls in der 2. Liga spielt, bis zum Ende der Saison 2009/10 unter Vertrag genommen. Dieser Vertrag wurde in der Winterpause zum Jahresende 2009 aufgelöst. Im Januar gab der australische Erstligist Gold Coast United seine Verpflichtung bekannt. Damit wechselt er zurück in die australische A-League.

## Erfolge
- Meister der Victorian Premier League mit dem South Melbourne FC 2006